# Charlesworth Cliffs
I Charlesworth Cliffs sono una serie di picchi rocciosi situati vicino all'estremità settentrionale della dorsale centrale dei Monti Herbert, nella Catena di Shackleton, Terra di Coats in Antartide. 
Nel 1967 fu effettuata una ricognizione aerofotografica da parte degli aerei della U.S. Navy. Un'ispezione fu condotta dalla British Antarctic Survey (BAS) nel 1968-71.
Ricevettero l'attuale denominazione nel 1971 dal Comitato britannico per i toponimi antartici (UK-APC), in onore di John Kaye Charlesworth (1889–1972), geologo irlandese, professore di geologia alla Queen's University Belfast (1921–54) e autore del libro The Quaternary Era, With Special Reference to its Glaciation, London, 1957.